# Shattuck, Oklahoma
Shattuck är en kommun (town) i Ellis County i Oklahoma. Vid 2010 års folkräkning hade Shattuck 1 356 invånare.